# IiO
iiO (pronuncia-se "ai-ou") foi um conjunto musical de house music de Nova Iorque composto em princípio pelo DJ e produtor Markus Moser e a vocalista e compositora Nadia Ali. O grupo lançou seu primeiro álbum Poetica, em 2005. Logo depois a cantora Nadia Ali deixou a banda.
A dupla é mais conhecida pela canção "Rapture", que chegou ao número 2 na Parada de Sucessos do Reino Unido em 2001. No Brasil, o hit figurou na coletânea "As 7 Melhores" da rede de rádios Jovem Pan, o que ofereceu grande visibilidade para a dupla no país.
Em 2011, Moser lançou o segundo álbum do grupo — "Exit 110" —, com os vocais de Ali, gravados antes desta deixar a dupla. Segundo a cantora, ela não teve nada a ver com o lançamento, "exceto que meus vocais e letras de muito tempo atrás foram incluídos nas canções".